# 嘉承
嘉承（、かじょう）は、日本の元号の一つ。長治の後、天仁の前。1106年から1108年までの期間を指す。この時代の天皇は堀河天皇、鳥羽天皇。

## 改元
- 長治3年4月9日（ユリウス暦1106年5月13日） 天変により改元
- 嘉承3年8月3日（ユリウス暦1108年9月9日） 天仁に改元

## 嘉承期におきた出来事
- 1106年（嘉承元）
  - 6月 - 祇園社神人、丹波守源季房を訴える。

## 西暦との対照表
※は小の月を示す。
| 嘉承元年（丙戌） | 一月      | 二月※ | 三月※ | 四月  | 五月※ | 六月※ | 七月  | 八月※ | 九月  | 十月  | 十一月※ | 十二月   |           |
| ---------------- | --------- | ----- | ----- | ----- | ----- | ----- | ----- | ----- | ----- | ----- | ------- | -------- | --------- |
| ユリウス暦       | 1106/2/6  | 3/8   | 4/6   | 5/5   | 6/4   | 7/3   | 8/1   | 8/31  | 9/29  | 10/29 | 11/28   | 12/27    |           |
| 嘉承二年（丁亥） | 一月      | 二月※ | 三月  | 四月※ | 五月  | 六月※ | 七月※ | 八月  | 九月※ | 十月  | 閏十月※ | 十一月   | 十二月    |
| ユリウス暦       | 1107/1/26 | 2/25  | 3/26  | 4/25  | 5/24  | 6/23  | 7/22  | 8/20  | 9/19  | 10/18 | 11/17   | 12/16    | 1108/1/15 |
| 嘉承三年（戊子） | 一月      | 二月※ | 三月  | 四月※ | 五月  | 六月※ | 七月※ | 八月  | 九月※ | 十月  | 十一月※ | 十二月   |           |
| ユリウス暦       | 1108/2/14 | 3/15  | 4/13  | 5/13  | 6/11  | 7/11  | 8/9   | 9/7   | 10/7  | 11/5  | 12/5    | 1109/1/3 |           |